# Herz-Jesu-Basilika (Warschau)

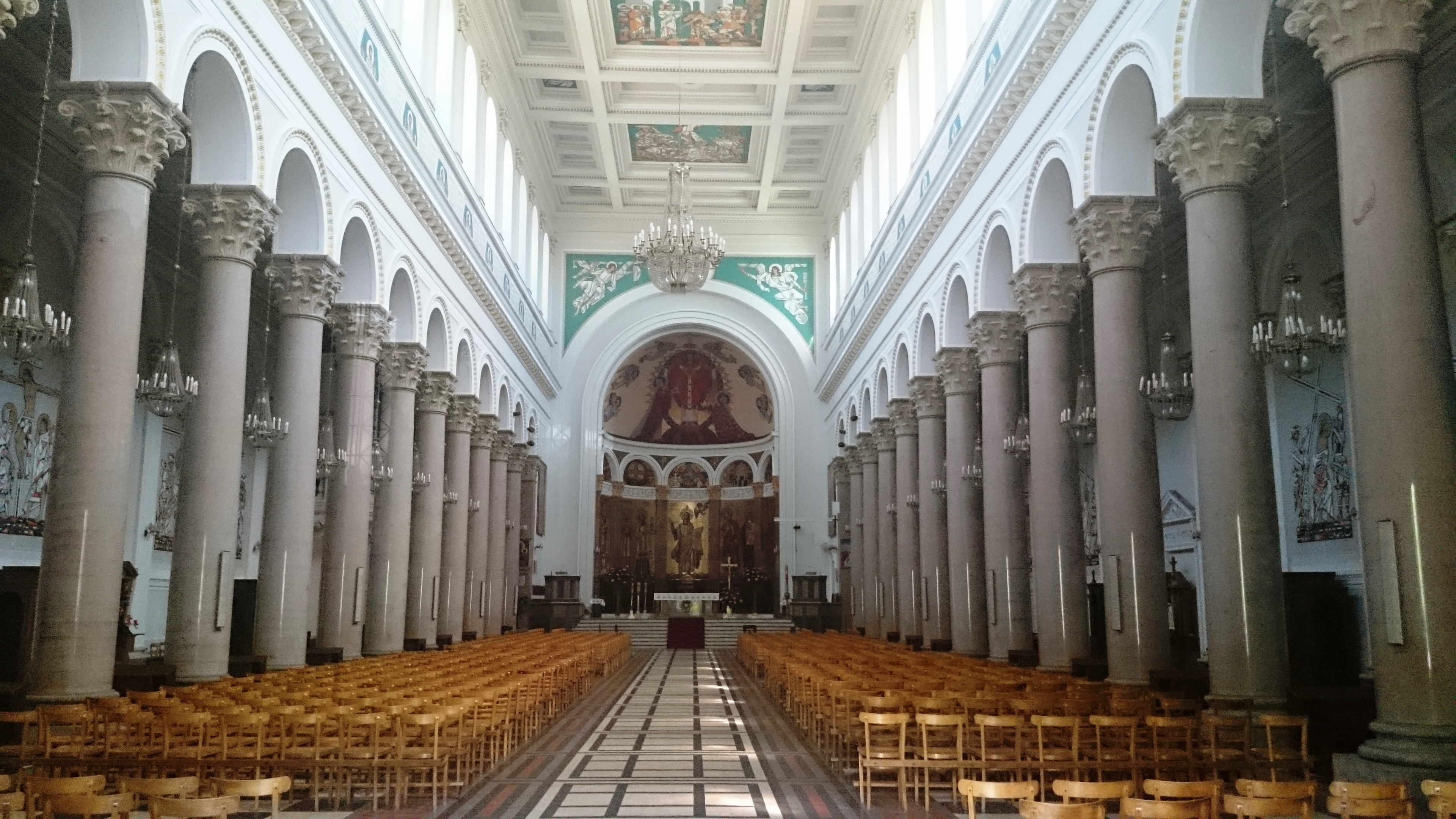
Innenraum

Die katholische Kirche des Allerheiligsten Herzens Jesu (polnisch Bazylika Najświętszego Serca Jezusowego) im  Warschauer Stadtteil Praga ist eine katholische Kirche der Salesianer Don Boscos an der Ulica Kawęczyńska auf dem östlichen Weichselufer.

## Geschichte
Die Kirche wurde 1907 bis 1923 von Łukasz Wolski im Stil des Neoklassizismus auf Initiative von Michał Piotr Radziwiłł als Kirche der Salesianer Don Boscos nach dem Vorbild der römischen Papstbasilika Sankt Paul vor den Mauern errichtet. Der Bau wurde durch den Ersten Weltkrieg unterbrochen und erst 1923 durch Hugon Kuder fertiggestellt, den der vatikanische Nuntius in Warschau Achille Ratti, der spätere Papst Pius XI., beaufsichtigte. Sie erhielt im gleichen Jahr den Rang einer Basilica minor.
Da sich die Kirche auf dem östlichen Weichselufer befindet, wurde sie während des Zweiten Weltkriegs nur unwesentlich beschädigt (zum Zeitpunkt des Warschauer Aufstands war das östliche Weichselufer bereits von der Roten Armee besetzt), allerdings von der Wehrmacht geplündert.

## Geographische Lage
Die Kirche befindet sich im Warschauer Stadtteil Praga an der Ulica Kawęczyńska auf dem östlichen Weichselufer.